# Вогюэ (коммуна)
Вогюэ́ (фр. Vogüé, окс. Vogüer) — коммуна в кантоне Вильнёв-де-Берг (Villeneuve-de-Berg) департамента Ардеш на юге Франции.

## Население
Население коммуны на 2008 год составляло 906 человек.
| 1962 | 1968 | 1975 | 1982 | 1990 | 1999 | 2008 |
| ---- | ---- | ---- | ---- | ---- | ---- | ---- |
| 549  | 576  | 546  | 570  | 631  | 726  | 906  |